# Zatrephes varicolor
Zatrephes varicolor är en fjärilsart som beskrevs av De Toulgoët 1987. Zatrephes varicolor ingår i släktet Zatrephes och familjen björnspinnare. Inga underarter finns listade i Catalogue of Life.